# Amathia unilateralis
Amathia unilateralis är en mossdjursart som beskrevs av Jean Vincent Félix Lamouroux 1816. Amathia unilateralis ingår i släktet Amathia och familjen Vesiculariidae. Inga underarter finns listade i Catalogue of Life.